# Futibatinib
Le futibatinib, est un médicament anticancéreux. Il est vendu sous la marque Lytgobi.

## Mode d'action
Il s'agit d'un inhibiteur de kinase, plus précisément d'un inhibiteur des FGFR1 à 4,.

## Usage médical
C'est un médicament utilisé pour traiter le cancer des voies biliaires. Plus précisément, il est utilisé dans les cas qui ne peuvent pas être éliminés par chirurgie, où la fusion du gène du récepteur 2 du facteur de croissance des fibroblastes est positive et où un autre traitement a échoué. Il est pris par voie orale.

## Effets secondaires
Les effets secondaires courants comprennent des problèmes d'ongles, des douleurs musculaires, la constipation, la diarrhée, la fatigue, la bouche sèche, la perte de cheveux, des problèmes rénaux, des problèmes de foie, un faible nombre de plaquettes, un faible nombre de globules blancs, des problèmes d'électrolytes et une infection des voies urinaires; d'autres effets secondaires peuvent inclure des problèmes oculaires  et une minéralisation des tissus mous. L'utilisation pendant la grossesse peut nuire au fœtus,.

## Histoire
Le futibatinib a été approuvé pour un usage médical aux États-Unis en 2022,. Bien qu'une demande d'approbation ait été soumise en Europe, elle n'est pas approuvée en 2022. En octobre 2022, le coût potentiel aux États-Unis n'était pas considéré comme clair.